# Гарем Степана Гуслякова
«Гарем Степана Гуслякова» — художественный фильм, снятый по мотивам рассказа Бориса Лапина «Клавдюшка».

## Сюжет
Конец 80-х годов, небольшое село. В Степана Гуслякова, у которого счастливая семья (любимая жена и дети разного возраста), влюбилась соседская девушка. Она ему нравится, но он не воспринимает всерьёз её чувства. Однако в это время жена Степана тяжело и почти безнадёжно заболела и надолго оказалась в городской больнице. Он, понимая, что один не справится, вынужден просить влюблённую в него девушку о помощи — присмотре за детьми и хозяйством. Её чувства к нему остались прежними, в конце концов он сдаётся и они начинают жить вместе. Но его жена тем временем находит в себе силы побороть болезнь и медленно выздоравливает. Когда она возвращается домой, вторая жена уже на последнем сроке беременности. Как ни странно, но у законной жены это никакого протеста не вызывает. И после рождения ребёнка все они продолжают жить как одна семья.

## В ролях
- Владимир Литвинов — Степан Гусляков
- Ольга Богачева — Клавдия Гуслякова
- Елена Демидова — Мариша
- Людмила Баранова — доктор
- Татьяна Лаврентьева — Валя
- Людмила Липатникова — Ираида Степановна
- Наталья Корнеева
- Владимир Толоконников — представитель сельсовета
- Болот Бейшеналиев — хирург Смагулов

## Съёмочная группа
- Сценарист: Галина Юдина
- Режиссёр: Алишер Хамдамов
- Композитор: Владислав Шуть
- Оператор: Фёдор Аранышев
- Художник: Александр Сухих
- Звукорежиссёр: Олег Зильберштейн